# Hiroki Kotani
Hiroki Kotani (小谷 光毅 Kotani Hiroki?), född 25 april 1993 i Osaka prefektur, är en japansk fotbollsspelare.
Kotani spelade för Grulla Morioka. 2019 flyttade han till Blaublitz Akita. Han gick tillbaka till Iwate Grulla Morioka 2020.